# Infinitesimaal
In de wiskunde is een infinitesimaal een object dat min of meer fungeert als getal en dat in de ordening van de reële getallen kleiner is dan ieder positief reëel getal, maar toch groter is dan nul. Infinitesimalen zijn aanvankelijk bedacht voordat men een goed begrip van limieten had. Zij fungeren eigenlijk als grootheden met limiet 0, waarmee gerekend wordt als waren ze nog net niet gelijk aan 0. Hanteert men daarbij de juiste rekenregels, dan ontstaat toch goed toepasbare theorie.
In de wis- en natuurkunde worden vaak redeneringen met infinitesimalen gehouden.
Infinitesimalen werden gebruikt om een eerste bruikbare differentiaal- en integraalrekening te ontwikkelen. Nog altijd worden daarom deze gebieden wel met infinitesimaalrekening aangeduid.

## Geschiedenis
Reeds in de oudheid gebruikte Archimedes objecten zoals infinitesimalen voor bepaalde berekeningen, maar hij geloofde niet dat ze ook in de werkelijkheid bestonden. 
Een systematisch gebruik van infinitesimalen vinden we bij Newton en Leibniz bij de ontwikkeling van de  infinitesimaalrekening, de huidige differentiaal- en integraalrekening. Bijdragen leverden verder Leonhard Euler, Joseph-Louis Lagrange, de familie Bernoulli en vele anderen.
Een typische redenering die nog altijd wel gehanteerd wordt, gaat als volgt: als de variabele {\displaystyle x} verandert met de infinitesimaal {\displaystyle {\rm {d}}x}, verandert de functie {\displaystyle y} met de infinitesimaal {\displaystyle {\rm {d}}y}. Omdat zowel {\displaystyle {\rm {d}}x} als {\displaystyle {\rm {d}}y} als verandering, dus als verschil tussen eind- en beginwaarde opgevat worden, noemt men ze 'differentialen'. De verhouding van deze differentialen, het 'differentiaalquotiënt',
is de richtingscoëfficiënt van de raaklijn, de afgeleide van {\displaystyle y} naar {\displaystyle x}.
Stel {\displaystyle y=f(x)=x^{2}}, dan is 
{\displaystyle {\rm {d}}y=f(x+{\rm {d}}x)-f(x)=(x+{\rm {d}}x)^{2}-x^{2}=2x{\rm {d}}x+({\rm {d}}x)^{2}}
Het differentiaalquotiënt is dus:
{\displaystyle {\frac {{\rm {d}}y}{{\rm {d}}x}}={\frac {2x{\rm {d}}x+({\rm {d}}x)^{2}}{{\rm {d}}x}}=2x+{\rm {d}}x=2x}
want {\displaystyle {\rm {d}}x} is infinitesimaal (klein).
De redenering is dus analoog aan wat de moderne wiskunde doet door {\displaystyle {\rm {d}}x} eindig te veronderstellen en de limiet te nemen voor {\displaystyle {\rm {d}}x} naar 0. 
{\displaystyle {\frac {{\rm {d}}y}{{\rm {d}}x}}=\lim _{{\rm {d}}x\downarrow 0}{\frac {2x{\rm {d}}x+({\rm {d}}x)^{2}}{{\rm {d}}x}}=\lim _{{\rm {d}}x\downarrow 0}(2x+{\rm {d}}x)=2x}
In 1734 bekritiseerde George Berkeley het werken met infinitesimalen. Aan het einde van zijn boek noemt hij infinitesimalen "the Ghosts of departed Quantities" (de geesten van overleden hoeveelheden).
Ondanks de inherente tegenstrijdigheden bleef het standpunt van Leibniz de analyse beheersen tot in het midden van de 19de eeuw, toen het als onjuist verworpen werd ten voordele van de {\displaystyle \varepsilon }-{\displaystyle \delta }-methode van Karl Weierstrass. Pas in 1958 stelden C. Schmieden en Detlef Laugwitz een uitgebreid getallensysteem voor dat gebaseerd was op de constructie van de reële getallen door Georg Cantor. Twee jaar later beschreef Abraham Robinson de hyperreële getallen als onderdeel van wat later niet-standaardanalyse zou gaan heten.

## Toepassing
Het werken met infinitesimalen maakt het soms gemakkelijk bepaalde relaties te "begrijpen". Zo luidt de kettingregel in differentiaalvorm:
{\displaystyle {\frac {{\rm {d}}y}{{\rm {d}}x}}={\frac {{\rm {d}}y}{{\rm {d}}z}}{\frac {{\rm {d}}z}{{\rm {d}}x}}}.

## Algebraïsche infinitesimalen
Onder de reële getallen komen geen infinitesimalen voor. Om een theoretische basis aan infinitesimalen te geven is enerzijds door Abraham Robinson en Edward Nelson de niet-standaardanalyse (NSA) ontwikkeld, waarin een afgezwakte vorm van infinitesimalen voorkomt, en anderzijds door o.a. Coste, Roy en Pollack, een uitbreiding van de reële getallen ontwikkeld waarin voor zgn. algebraïsche infinitesimalen plaats is. De bekendste daarvan zijn de hyperreële getallen en de surreële getallen.